# Saint-Michel (stacja metra w Montrealu)
Saint-Michel – stacja metra w Montrealu, na linii niebieskiej. Obsługiwana przez Société de transport de Montréal (STM). Znajduje się w dzielnicy Villeray–Saint-Michel–Parc-Extension. Jest stacją końcową linii.